# Piero Pintucci
Piero Pintucci (Fiesole, 8 gennaio 1943) è un compositore, direttore d'orchestra e pianista italiano.

## Biografia
Piero Pintucci ha partecipato a numerose edizioni del Festival di Sanremo, dirigendo l'orchestra in cinque occasioni: nel 1969, 1970, 1972, 1973 e 1974.
È coautore, fra l'altro, di alcuni brani presentati alla rassegna, quali I giorni dell'arcobaleno, vincitore dell'edizione 1972 nonché partecipante all'Eurofestival di quell'anno (composto insieme all'interprete Nicola Di Bari e Dalmazio Masini), e di Ogni volta che mi pare (scritta insieme a Franca Evangelisti e Mimmo Politanò), proposta nel 1973 da Alberto Feri. 
Nel 2011 è direttore d'orchestra del varietà di Canale 5 La Corrida.
Ha composto ed arrangiato le musiche di diversi brani del repertorio di Renato Zero, il più famoso dei quali è probabilmente Il carrozzone,  e di diversi film per la televisione come Domani è un'altra truffa (2006), Di che peccato sei? (2007), Vita da paparazzo (2008) e film cinematografici come Il provinciale  (1971) e Gole ruggenti (1992). Con Renato Zero ha stretto per anni un importante sodalizio artistico.
Tra i suoi brani più noti e apprezzati, Tutt'al più, su testo di Franco Migliacci, portata al successo da Patty Pravo nel 1970, e successivamente interpretata anche da Dalida nella versione francese, intitolata Tout au plus. 
Nel 1972 Pintucci arrangiò due canzoni per Googoosh, la pop star iraniana, che furono cantate in inglese: Sixteen Dandelions e Taking Off; entrambe ottennero molto successo in tutto il mondo.
Ha collaborato e realizzato o arrangiato brani per numerosi artisti quali Domenico Modugno, Mia Martini, Gabriella Ferri, Patty Pravo.